# 薩克利肯特國家公園
36°28′07.62″N 29°24′12.31″E / 36.4687833°N 29.4034194°E

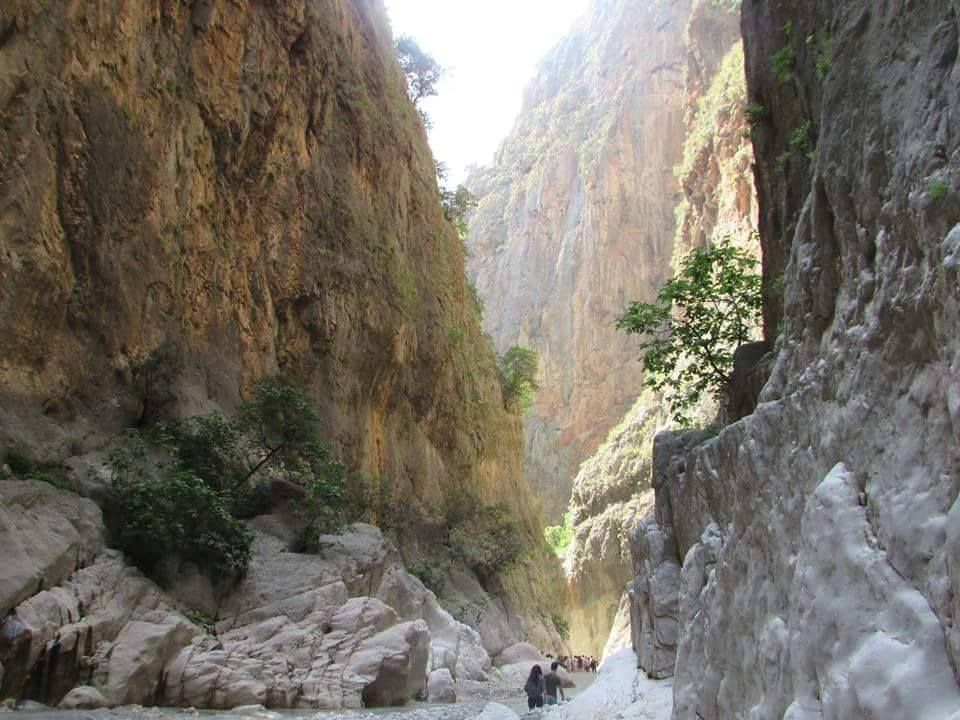

薩克利肯特國家公園是土耳其的國家公園，位於該國西南部穆拉省，處於首都安卡拉西南面500公里，成立於1996年6月6日，面積16平方公里。